# A magyar női vízilabda-válogatott mérkőzései 1985-ben
A magyar női vízilabda-válogatott 1985-ben szerepelt történetének első világversenyén. Az Európa-bajnokságon ezüstérmes volt a csapat.
1985 márciusában Konrád Jánost nevezték ki a válogatott szövetségi kapitányának. A válogatott az Eb előtt Hannoverben egy felkészülési tornán szerepelt, amit megnyert. A kontinens bajnokságon a győztes hollandoktól elszenvedett vereségen kívül biztos győzelmeket szerzett.

## Mérkőzések
| 3. mérkőzés 1985. július nemzetközi torna | Magyarország | 14–10 | Norvégia | Hannover |
| 3. mérkőzés 1985. július nemzetközi torna |              |       |          | Hannover |
| 3. mérkőzés 1985. július nemzetközi torna |              |       |          | Hannover |

| 4. mérkőzés 1985. július nemzetközi torna | Magyarország | 20–7 | Olaszország | Hannover |
| 4. mérkőzés 1985. július nemzetközi torna |              |      |             | Hannover |
| 4. mérkőzés 1985. július nemzetközi torna |              |      |             | Hannover |

| 5. mérkőzés 1985. július nemzetközi torna | Magyarország | 10–2 | Franciaország | Hannover |
| 5. mérkőzés 1985. július nemzetközi torna |              |      |               | Hannover |
| 5. mérkőzés 1985. július nemzetközi torna |              |      |               | Hannover |

| 6. mérkőzés 1985. július 28. nemzetközi torna | Magyarország | 11–6 | NSZK | Hannover |
| 6. mérkőzés 1985. július 28. nemzetközi torna |              |      |      | Hannover |
| 6. mérkőzés 1985. július 28. nemzetközi torna |              |      |      | Hannover |

| 7. mérkőzés 1985. augusztus 11. Európa-bajnokság | Magyarország                                                               | 18–5 | Nagy-Britannia                 | Oslo Játékvezetők: van den Laak (NED) Indrelid (NOR) |
| 7. mérkőzés 1985. augusztus 11. Európa-bajnokság | (5–2, 5–1, 4–2 4–0)                                                        |      |                                | Oslo Játékvezetők: van den Laak (NED) Indrelid (NOR) |
| 7. mérkőzés 1985. augusztus 11. Európa-bajnokság | Kertész 5 Dancsa 3 Eke 3 Ernst 2 Kókai 2 Schäffer 1 Miklósfalvi 1 Rafael 1 |      | Crackwell 2 Jones 1 Hilder 1 ? | Oslo Játékvezetők: van den Laak (NED) Indrelid (NOR) |

| 8. mérkőzés 1985. augusztus 12. Európa-bajnokság | Magyarország                                        | 18–1 | Franciaország | Oslo Játékvezetők: Hammarström (SWE) Crombacs (BEL) |
| 8. mérkőzés 1985. augusztus 12. Európa-bajnokság | (2–0, 6–0, 6–0, 4–1)                                |      |               | Oslo Játékvezetők: Hammarström (SWE) Crombacs (BEL) |
| 8. mérkőzés 1985. augusztus 12. Európa-bajnokság | Eke 5 Schäffer 4 Ernst 4 Kókai 2 Dancsa 2 Kertész 1 |      | Raspotnik 1   | Oslo Játékvezetők: Hammarström (SWE) Crombacs (BEL) |

| 9. mérkőzés 1985. augusztus 13. Európa-bajnokság | Magyarország                                         | 10–5 | Belgium                 | Oslo Játékvezetők: Thibaut (FRA) Hammarström (SWE) |
| 9. mérkőzés 1985. augusztus 13. Európa-bajnokság | (2–1, 2–0, 2–2, 4–2)                                 |      |                         | Oslo Játékvezetők: Thibaut (FRA) Hammarström (SWE) |
| 9. mérkőzés 1985. augusztus 13. Európa-bajnokság | Kertész 3 Rafael 2 Dancsa 2 Kókai 1 Schäffer 1 Eke 1 |      | Verbauwen 3 van Praet 2 | Oslo Játékvezetők: Thibaut (FRA) Hammarström (SWE) |

| 10. mérkőzés 1985. augusztus 14. Európa-bajnokság | Magyarország                                                 | 12–5 | Norvégia                     | Oslo Játékvezetők: Ranz (NSZK) van den Laak (NED) |
| 10. mérkőzés 1985. augusztus 14. Európa-bajnokság | (2–0, 4–1, 3–1, 3–2)                                         |      |                              | Oslo Játékvezetők: Ranz (NSZK) van den Laak (NED) |
| 10. mérkőzés 1985. augusztus 14. Európa-bajnokság | Rafael 3 Dancsa 2 Ernst 2 Kókai 2 Kertész 1 Schäffer 1 Eke 1 |      | Grottum 3 Hagström 1 Olsen 1 | Oslo Játékvezetők: Ranz (NSZK) van den Laak (NED) |

| 11. mérkőzés 1985. augusztus 16. Európa-bajnokság | Magyarország                                                       | 19–1 | Svédország | Oslo Játékvezetők: Crombacs (BEL) Ranz (NSZK) |
| 11. mérkőzés 1985. augusztus 16. Európa-bajnokság | (2–0, 7–0, 4–0, 6–1)                                               |      |            | Oslo Játékvezetők: Crombacs (BEL) Ranz (NSZK) |
| 11. mérkőzés 1985. augusztus 16. Európa-bajnokság | Kertész 5 Schäffer 4 Eke 3 Várkonyi 2 Ernst 2 Kókai 1 Szedlmayer 1 |      | Király 1   | Oslo Játékvezetők: Crombacs (BEL) Ranz (NSZK) |

| 12. mérkőzés 1985. augusztus 17. Európa-bajnokság | Magyarország                                         | 12–7 | NSZK                         | Oslo Játékvezetők: van den Laak (NED) De Coyere (FRA) |
| 12. mérkőzés 1985. augusztus 17. Európa-bajnokság | (1–1, 3–4, 3–0, 5–2)                                 |      |                              | Oslo Játékvezetők: van den Laak (NED) De Coyere (FRA) |
| 12. mérkőzés 1985. augusztus 17. Európa-bajnokság | Eke 3 Dancsa 3 Kókai 2 Rafael 2 Kertész 1 Schäffer 1 |      | Florschütz 2 Borchert 2 Pilz | Oslo Játékvezetők: van den Laak (NED) De Coyere (FRA) |

| 13. mérkőzés 1985. augusztus 18. Európa-bajnokság | Magyarország                        | 4–19 | Hollandia                                                                            | Oslo Játékvezetők: Indrelid (NOR) Ludecke (NSZK) |
| 13. mérkőzés 1985. augusztus 18. Európa-bajnokság | (1–5, 1–4, 2–2, 0–8)                |      |                                                                                      | Oslo Játékvezetők: Indrelid (NOR) Ludecke (NSZK) |
| 13. mérkőzés 1985. augusztus 18. Európa-bajnokság | Rafael 1 Kertész 1 Schäffer 1 Eke 1 |      | van de Heuvel 7 van de Mark 4 Libgrets 4 Ossendrijver 1 Verdam 1 Lindhout 1 Hibbel 1 | Oslo Játékvezetők: Indrelid (NOR) Ludecke (NSZK) |